# NGC 7320B
NGC 7320B је спирална галаксија у сазвежђу Пегаз која се налази на NGC листи објеката дубоког неба.
Деклинација објекта је + 33° 55' 24" а ректасцензија 22h 37m 28,1s. Привидна величина (магнитуда) објекта NGC 7320 износи 14,8 а фотографска магнитуда 15,6. NGC 7320B је још познат и под ознакама CGCG 514-72, PGC 69346.